# Gustave Ricard
 (juin 2018).
 (juin 2018).
Louis-Gustave Ricard, né le 1er septembre 1823 à Marseille et mort le 23 janvier 1873 à Paris, est un peintre français.

## Biographie

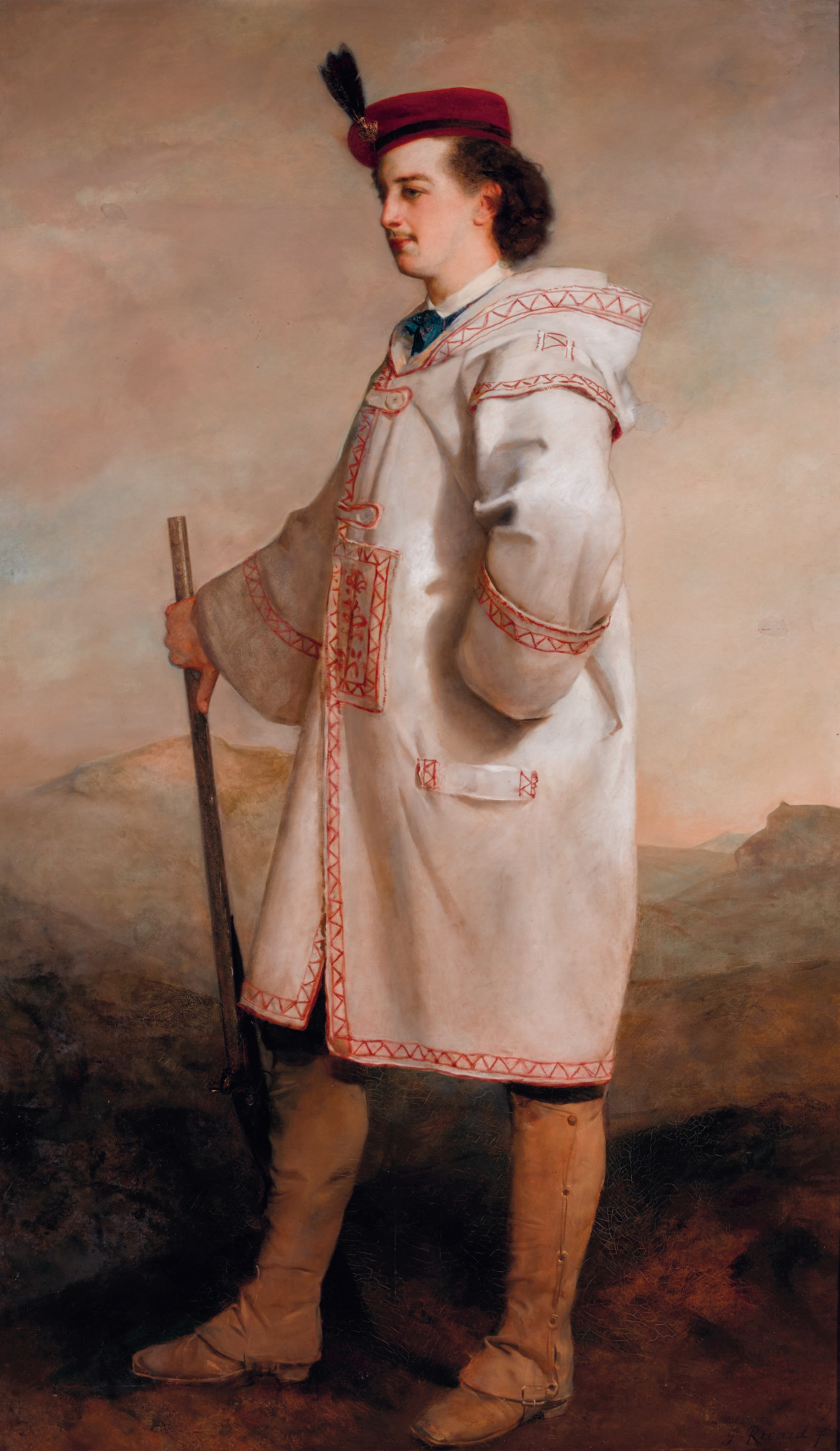
Paul Demidoff, prince de San Donato (1853), localisation inconnue.

D'après Moritz Hartmann, Ricard est un descendant de la famille florentine des Ricoardi. Son environnement généalogique proche est provençal.
Son père, changeur à Marseille, l'emploie d'abord à son commerce, en lui permettant toutefois de suivre, pour son plaisir, les cours de l'École des beaux-arts de la ville, dont le directeur est alors Augustin Aubert. Gustave Ricard reçoit des leçons de peinture d'un autre artiste provençal, Pierre Bronzet, qui lui apprend l'art du portrait. Il réalise ainsi des copies de quelques tableaux du musée des beaux-arts de Marseille — notamment du Salvator mundi de Pierre Puget —. Il exécute aussi son propre portrait (1841) et celui de sa sœur (1842) qu'il présente à son père afin d'en obtenir la permission de se rendre à Paris. C'est ainsi qu'il entre en 1843 à L'école nationale des Beaux-Arts dans l'atelier de Léon Cogniet, auprès duquel il étudie la composition historique.
Gustave Ricard concourt sans succès pour le prix de Rome mais poursuit ses études artistiques. Il se perfectionne en copiant fidèlement les chefs-d'œuvre des anciens maîtres au musée du Louvre. Il est surtout séduit par les grands coloristes : Titien, Giorgione, Le Corrège, Van Dyck, Rubens, Rembrandt. Par la suite, il fait de fréquents voyages en Italie, aux Pays-Bas, en Allemagne, en Angleterre, jusqu'à la fin de sa carrière, alors qu'il est devenu maître à son tour. Il étudie attentivement leurs procédés. Quelques-unes de ses copies, comme celles de l’Antiope du Corrège et de la Vénus du Titien notamment, reçoivent un accueil favorable.

Après un séjour prolongé en Italie et quelques mois passés aux Pays-Bas, Gustave Ricard revient à Paris et prend part, pour la première fois, à une exposition : au Salon de 1850, il présente une étude de Jeune bohémienne tenant un chat, cinq portraits d'hommes et trois portraits de femmes. Le jury lui accorde une médaille de 2e classe ; la critique salue en lui un portraitiste de grand talent. Le portrait de Mme Sabathier, dans lequel on reconnait l'influence de celui de la Maîtresse par le Titien, est particulièrement admiré :  
« Le port élégant et fier de la tête, les ondes soyeuses de la chevelure, l'œil étincelant de vie, la fraîcheur des lèvres, dont l'expression spirituelle est relevée et comme soulignée par un grain de beauté, la teinte rosée répandue sur le visage et sur les épaules, la poitrine qui se soulève et palpite, les mains effilées qui caressent un bichon de La Havane endormi sur les genoux de sa maîtresse, la robe de velours noir dont les manches ont des crevés de pourpre vénitienne, tout est rendu avec une délicatesse, une coquetterie et en même temps avec une largeur et une sûreté de touche extraordinaires. »
Ricard se montre sobre en parures et autres accessoires, concentrant tout son talent sur la restitution de la lumière ou l'éclat d'un visage et s'attachant à varier le ton des chairs suivant l'âge, le sexe, le type et la couleur de peau de ses modèles.
Le portrait de Mme de Blocqueville, exposé au Salon de 1852 lui vaut une médaille de 1re classe, notamment pour l'excellence des détails du costume. Le portrait de Mlle Wilhelmine Clauss (devenue Mme Szarvady) et celui du docteur Philipps, exposés au Salon de 1853, placent Ricard parmi les principaux portraitistes de l'époque.

Neuf des portraits déjà présentés par l'artiste sont à nouveau exposés à l'Exposition universelle de 1855. La critique les acclame de nouveau.Théophile Gautier écrit: 

«Nous avons salué dans M. Ricard un petit-fils de Van Dyck, ce n'est pas un imitateur, c'est un descendant du peintre qui a laissé tant de chefs-d'œuvre à Windsor et à Gênes. M. Ricard fait le portrait en artiste et en maître, et ses cadres pourraient figurer aux galeries anciennes sans désavantage ; il a une couleur exquisément vieillie, sur laquelle le temps semble avoir déjà mis sa patine et qui, empêchant ses portraits d'être trop crûment actuels, eu fait des tableaux que tout le monde regarde avec intérêt.
Le jury de l'Exposition universelle accorde à Ricard une mention honorable. L'artiste expose huit portraits au Salon de 1857, et dix au Salon de 1859, parmi lesquels celui du président Troplong. Lassé de se voir refuser la croix de la Légion d'honneur, il s'éloigne des concours officiels et ne travailla plus que pour une clientèle privée.

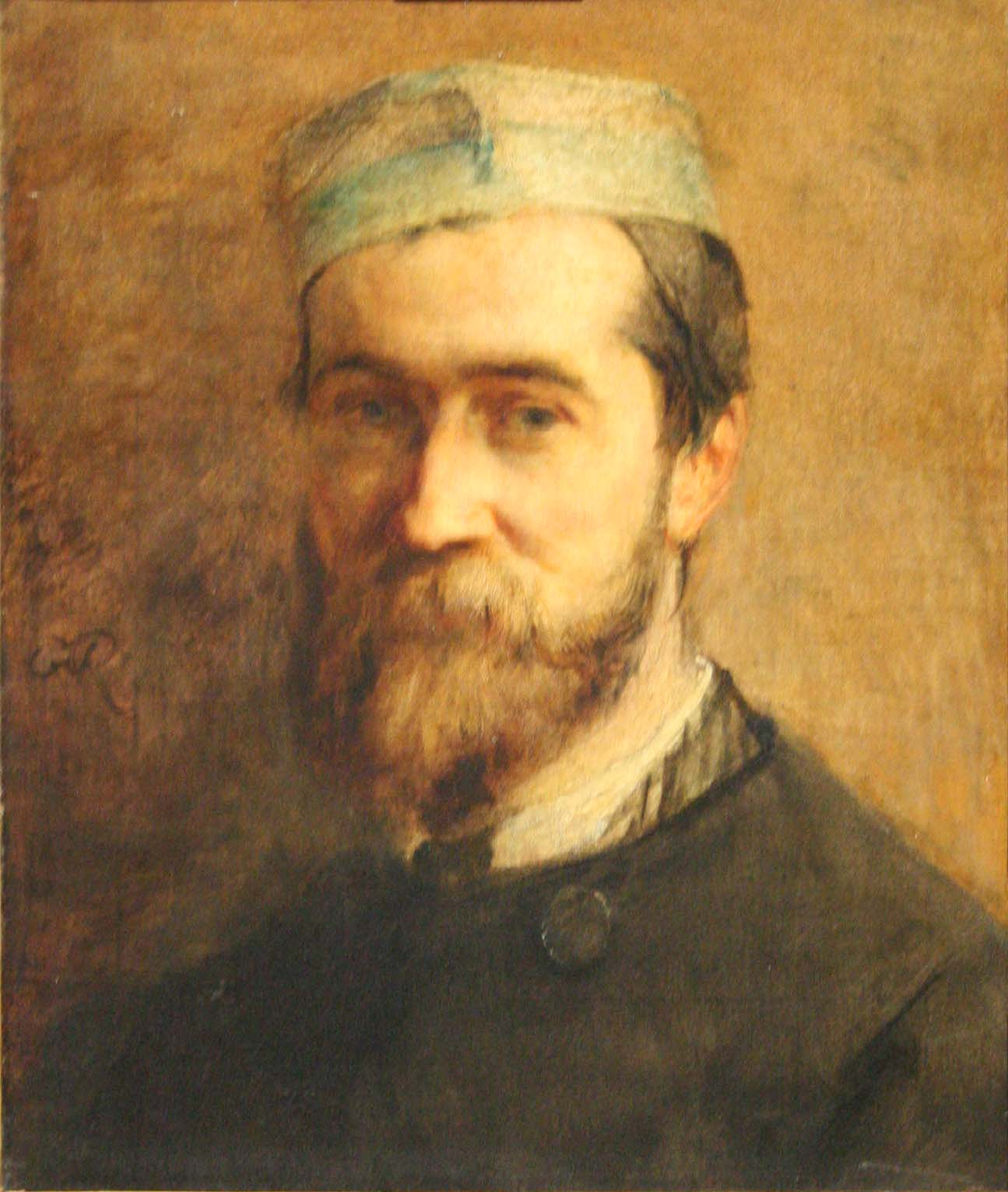
Portrait du peintre Loubon, musée des beaux-arts de Marseille.

Les commandes de portraits arrivent d'ailleurs de tous côtés, ce qui lui permet d'exercer une certaine sélection de ses clients : 
Ricard ne consentit jamais à peindre une tête qui ne lui était pas sympathique, quel que fût d'ailleurs le prix qu'on lui offrît de son travail. Ce n'était pas bizarrerie ; il ne faut voir là que la conscience que le peintre avait de son talent et le respect qu'il portait à son art. Quand une tête l'attirait, c'était autre chose. Il priait alors de poser devant lui ; c'était comme un service qu'il demandait. Combien de fois a-t-il fait ainsi le portrait d'un ami, très délicatement offert ensuite au modèle ! Et ce ne furent pas ses moins belles pages.  (...) « Ricard était une nature enthousiaste et désintéressée, dégagée de toutes les mesquines préoccupations d'intérêt personnel qui trop souvent font de l'artiste un marchand. Aimant l'art pour lui-même, il était un artiste dans la plus noble acception du mot. Cette figure originale tranchait sur l'effacement des types actuels. On eût dit, égaré parmi nous, un de ces maîtres de la Renaissance dont les chroniques italiennes et les récits de Vasari nous ont gardé la fière image. »
Ricard fait le portrait de plusieurs peintres, ses confrères et ses amis, Eugène Fromentin, Félix Ziem, Ferdinand Heilbuth, Édouard Imer, Charles Chaplin, Émile Loubon, Michel Bouquet, Gustave Moreau, Paul Chenavard. Il peint également plusieurs autoportraits, dont un exécuté à la fin de 1871 pour Jules Charles-Roux. Il peint également les portraits du jeune prince Demidoff, de Vaïsse, ancien préfet de Lyon ; du prince Orlov, du chevalier Nigra, du comte Branicki, du baron de Rothschild, d'Ernest Feydeau, Paul de Musset, Édouard Boinvilliers, Edward-Charles Blount, Exshaw, Paul Chevandier de Valdrome, Maine, E. Marcotte, L. Goldschmidt, Albert Goupil, Taigny, de Brigode, Szarvady, Théodore Gouvy, Jules Lecesne, Joseph Grandval, Antony Roux, Charles Fitch, et de Mmes Roth, Borel, Feydeau, de Calonne, Bamberger, Exshaw, Arnavon, Coppens de Fontenay, Jules Roux, Granville (la femme du ministre anglais), etc.
Dans quelques-uns de ses portraits de femme, selon Marius Chaumelin, Ricard a employé des blancheurs laiteuses et nacrées, des reflets d'opale, des demi-teintes argentées, un modelé moelleux et souple, une morbidezza qui semble empruntée au Corrège ou à Murillo ; ailleurs, il a des tons frais et épanouis qui rappellent Rubens et Reynolds, des carnations lumineuses, des diaphanéités exquises qui laissent voir les petites veines bleues sous l'épiderme rosé.
En revanche, la plupart des portraits d'homme de sa belle époque sont exécutés dans une manière dorée, chaude et vigoureuse, qui n'exclut pas d'ailleurs la finesse et la légèreté du modelé. Mais Ricard en vient à ne plus concevoir ses portraits que dans le sentiment particulier à tel ou tel maître ancien.
Dans la femme qui pose devant lui, il voit une sœur de la Joconde. Un jeune homme à la barbe blonde, au teint coloré, se transforme en bourgeois d'Anvers, contemporain de Rubens. Un autre modèle devient le doge Andrea Gritti du Titien.
Pendant les dix dernières années de sa vie, préoccupé de ressembler surtout à Léonard de Vinci et à Rembrandt, il combine des effets d'ombre et de lumière qui n'ont rien de naturel ; il se plait à noyer les contours dans des vapeurs blondes ou des fumées bleuâtres, à amortir les saillies, à chercher les expressions mélancoliques et rêveuses. Quelquefois, il réussit à évoquer des apparitions délicates et charmantes, surtout quand il a à peindre des jeunes filles et des enfants ; mais, le plus souvent, les inquiétudes de son esprit se trahissent par les hésitations de son pinceau, le trouble de son âme se révèle dans l'indécision vaporeuse de sa création. Le portrait de Paul de Musset, qu'il expose au Salon de 1872, est le spécimen le plus étrange de cette manière maladive. Au reste, même dans ces derniers ouvrages, Ricard reste le peintre élégant, le poète doux et sympathique des premières années. Certains de ses portraits, parmi les plus effacés, les moins vivants, ont un charme singulier : enveloppés d'une lumière discrète et pour ainsi dire idéale, ils nous regardent de loin et de haut avec une sorte de compassion mélancolique et semblent nous inviter à les suivre dans un monde meilleur.
Charles Yriarte a publié dans la Gazette des beaux-arts de mars 1873 une étude psychologique sur Ricard :
« Jeune, fort, aimé, à l'abri des luttes et des incertitudes de la vie matérielle, ayant sa clientèle rare et son cénacle d'admirateurs et d'amis, parvenu à ce point de sa carrière que le fait seul de le choisir pour portraitiste donne au modèle un brevet d'homme de goût et constitue une sorte d'aristocratie intellectuelle, Ricard vit cependant dans une solitude relative. Il travaille toujours, il n'a ni repos ni trêve et, tout en peignant, il dépense une singulière activité d'esprit. Sa porte est close, il faut des signes franc-maçonniques pour en franchir le seuil […] Son atelier tient à la fois de la cellule et de l'autel ; quand on y entre, on se prend involontairement à parier bas ; il a tellement tamisé la lumière par toutes sortes d'appendices et de curieux moyens qu'il a inventés lui-même, qu'en venant de la pleine lumière on y voit à peine dans ce studio d'un peintre. Il vit là, dans son rêve, en face des toiles commencées, et, dès qu'il a reconnu le visiteur, sans transition aucune il entonne un monologue lent, original, plein de vives saillies et d'images inattendues ; on peut l'écouter sans lui donner la réplique, il est intarissable dans ce débit curieux, et tout plein de traits d'une imagination qui déborde […] À mesure qu'il avance dans la vie, il se spiritualise de plus en plus, il ne sait absolument rien de ce qui se passe dans le domaine des faits. Il marche dans son rêve. C'est un doux et charmant halluciné au nom de l'art. Quand il vous aborde, il saute à deux pieds dans l'idéal ou le spirituel ; mais jamais, au grand jamais, il ne fait allusion à un fait du monde réel, qu'il vous concerne ou qu'il l'intéresse lui-même […] Ses distractions, après le travail assidu de la journée, sont les causeries ailées, le soir, autour de la table de thé ; un tel homme n'a rien de banal ; il a quelques rapports comme causeur avec Théophile Gautier […] C'est encore un bon juge littéraire, un critique d'une grande sagacité, et sa philosophie est empreinte d'un certain mysticisme. On sent qu'il est très religieux et on dirait qu'une femme, une mère, a laissé pour la vie son empreinte et son parfum dans cette âme-là. Le soir, à la brune, quand il passe devant un sanctuaire, il va s'asseoir un instant dans l'ombre d'un autel […] »
Un autre biographe de Ricard, Paul de Musset, estime aussi que cet artiste a une disposition naturelle à la mysticité, qui se serait probablement accrue avec le temps. Sa sœur, religieuse à Nancy, qu'il aime tendrement et qu'il va voir souvent, contribue peut-être, par les conversations qu'il avait avec elle, à le pousser dans une voie où il est porté par la nature même de son esprit.
Pendant la guerre de 1870-1871, Ricard demeure en Angleterre, où il fit un grand nombre de portraits. De retour à Paris, il reprend ses travaux. Les derniers portraits auxquels il a travaillé sont celui de M. Marcotte et celui, inachevé, de M. Chenavard.
Ricard meurt subitement d'un infarctus du myocarde durant un déjeuner chez un de ses amis, le 23 janvier 1873. Ses admirateurs organisent à l'École des beaux-arts de Paris une exposition où figurent environ 150 de ses ouvrages : le succès est considérable. Une autre exposition comprenant plus de 50 œuvres a lieu presque en même temps à Marseille.
Ricard n'a pas fait que des portraits. II a exécuté des figures de fantaisie et d'étude, quelques natures mortes, de rares paysages aux arbres imposants et quelques compositions mythologiques et allégoriques pour la décoration de l'hôtel Demidoff à Paris, entre autres un plafond représentant le Soleil qui chasse les nuées.

## Œuvres dans les collections publiques
- Grenoble, musée de Grenoble : Portrait de Diodore Rahoult, huile sur toile, 1846.
- Paris :
  - Musée Carnavalet : Portrait d'Apollonie Sabatier, dite “La Présidente”, vers 1850, huile sur toile.
  - Petit Palais :
    - Portrait du peintre Félix Ziem, vers 1850, huile sur carton ;
    - Portrait de la marquise Landolfo-Carcano, 1868, huile sur bois ;
    - Portrait de la comtesse de Monfort, vers 1870, huile sur bois ;
    - Portrait de Gustave Rozan, 1862, huile sur toile ;
    - Portrait de Madame Hortzay, entre 1871 et 1873, huile sur toile ;
    - Portrait de M. Wandenberg, 1867, huile sur bois.

  - Musée d'Orsay [9] : 
    - Ferdinand Heilbuth 1861
    - Bethsabée 1867
    - Portrait de magistrat entre 1823 et 1873
    - Jeune femme couronnée de fleurs entre 1823 et 1873
    - Portrait de l'artiste 1853
    - Henriette Goldschmidt entre 1823 et 1873
    - Madame Félix Abram 1866